# Misaki Emura
Misaki Emura (江村美咲, Emura Misaki), née le 20 novembre 1998, est une escrimeuse japonaise. Elle pratique le sabre et s'est qualifiée pour disputer les Jeux olympiques de 2020 à Tokyo. En 2022, elle devient championne du monde à son arme et devient la seconde escrimeuse japonaise à atteindre ce titre après Yūki Ōta. Elle remporte de nouveau le titre en 2023 et termine la saison 2022-2023 en se classant numéro 2 mondiale derrière la française Sara Balzer.

## Famille
Les deux parents de Misaki Emura sont des escrimeurs de haut niveau : son père, Koji Emura (en) a participé aux Jeux Olympiques de 1988 et sa mère, Takae, aux championnats du monde.

## Carrière
A 16 ans, Emura fait ses débuts dans le circuit international senior après avoir remporté, en 2014, une médaille de bronze aux championnats du monde juniors. Sur sa lancée, elle remporte une médaille d'argent en individuel aux championnats d'Asie 2014 en perdant en finale contre l'expérimentée Kim Ji-yeon, de dix ans son aînée.
Après ces débuts remarqués, la  progression de la jeune Emura ralentit jusqu'en 2017 où elle récolte une nouvelle médaille, en bronze, aux championnats d'Asie et atteint les quarts de finale du championnat du monde, résultats grâce auxquels elle intègre le top 16 du classement mondial qui la qualifie directement pour le tableau final des compétitions du circuit. En 2018, elle obtient son premier podium individuel dans un tournoi de Coupe du monde en s'inclinant en finale du tournoi de Baltimore contre Martina Criscio. 
Elle aborde la période de qualification olympique pour les Jeux de 2020 avec un quart de finale aux championnats d'Asie 2019 et une décevante 100e place aux championnats du monde 2019. Cependant, elle parvient à progresser au classement avec un nouveau quart de finale en Coupe du monde à Salt Lake City et une médaille de bronze à la Coupe Acropolis d'Athènes. Au terme de la période de qualification olympique, elle se classe 22e mondiale et obtient une place aux Jeux en tant que meilleure escrimeuse asiatique non-qualifiée par le biais du classement par équipes nationales.
Le 1er juillet 2024, elle est nommée porte-drapeau de la délégation japonaise aux Jeux olympiques d'été de 2024 avec le danseur Shigeyuki Nakarai (en).

## Palmarès
- Championnats du monde d'escrime
  -  Médaille d'or aux championnats du monde d'escrime 2022 au Caire
  -  Médaille d'or aux championnats du monde d'escrime 2023 à Milan
  -  Médaille de bronze par équipes aux championnats du monde d'escrime 2022 au Caire

- Championnats d'Asie d'escrime
  -  Médaille d'or aux championnats d'Asie d'escrime 2024 à Koweït
  -  Médaille d'argent aux championnats d'Asie d'escrime 2022 à Séoul
  -  Médaille d'argent par équipes aux championnats d'Asie d'escrime 2022 à Séoul
  -  Médaille d'argent aux championnats d'Asie d'escrime 2014 à Suwon
  -  Médaille de bronze par équipes aux championnats d'Asie d'escrime 2019 à Chiba
  -  Médaille de bronze aux championnats d'Asie d'escrime 2017 à Hong Kong
  -  Médaille de bronze par équipes aux championnats d'Asie d'escrime 2017 à Hong Kong
  -  Médaille de bronze par équipes aux championnats d'Asie d'escrime 2016 à Wuxi
  -  Médaille de bronze aux championnats d'Asie d'escrime 2015 à Singapour
  -  Médaille de bronze aux championnats d'Asie d'escrime 2015 à Singapour

- Jeux olympiques de la jeunesse
  -  Médaille d'or en épreuve mixte par équipes aux Jeux olympiques de la jeunesse de 2014 à Nankin

- Universiades
  -  Médaille d'or par équipes à l'Universiade d'été de 2017 à Taipei
  -  Médaille de bronze à l'Universiade d'été de 2017 à Taipei

## Classement en fin de saison
| Année | 2014 | 2015 | 2016 | 2017 | 2018 | 2019 | 2020 | 2021 | 2022 | 2023 |
| ----- | ---- | ---- | ---- | ---- | ---- | ---- | ---- | ---- | ---- | ---- |
| Rang  | 34   | 38   | 61   | 15   | 30   | 34   | 24   | 16   | 2    | 2    |